# يوليسيس إس. غرانت جونيور
يوليسيس إس. غرانت جونيور (بالإنجليزية: Ulysses S. Grant, Jr.)‏ هو محامي أمريكي، ولد في 22 يوليو 1852 في بيثل في الولايات المتحدة، وتوفي في 25 سبتمبر 1929 في Sandberg, California ‏ في الولايات المتحدة.